# Parc Natural de La Breña y Marismas del Barbate
El Parc Natural de La Breña y Marismas del Barbate és al municipi de Barbate, a la costa atlàntica de la província de Cadis (Espanya). Es tracta d'un parc marítimo-terrestre de 4.863 hectàrees, 940 marítimes i 3.923 terrestres, que inclou el penya-segat de La Breña entre les localitats de Los Caños de Meca i Barbate, amb el mont de pins de la seva part superior i la franja marítima als seus peus, així com els aiguamolls del riu Barbate, que desemboca a la localitat del mateix nom.

## Constitució
El parc està constituït principalment per tres elements: penya-segats, pineda i aiguamoll.

### Penya-segats
El penya-segat de La Breña fa uns 100 m d'altitud sobre el mar en el seu punt més elevat, on es troba la Torre del Tajo, una antiga torre de vigilància del segle xvii. El penya-segat està format bàsicament per roca calcarenita amb capes horitzontals de con capas horizontales de margues sorrenques impermeables, que provoca que els aqüífers del mont superior apareguin en diferents punts de la paret del penya-segat, formant els famosos Caños que donen nom a la localitat de Los Caños de Meca. En el penya-segat també es produeix l'efecte «esprai salí», en què l'escuma de les onades en xocar contra les roques és aixecada pel vent i esquitxa tota la paret, formant-hi dipòsits de sal. Aquesta curiosa barreja de sal i surgències d'aigua dolça provoca l'aparició d'una vegetació diversa, des d'espècies halòfits fins a molses, figueres i esbarzers.
Els penya-segats acullen una important comunitats d'aus que busquen nius protegits a la paret rocosa, destacant la colònia de gavià argentat i d'esplugabous, encara que també hi ha martinets blancs, coloms, gralles i estornells negres.
Degut al material de la paret del penya-segat, aquest és disgrega en grans blocs que posteriorment es van trencant amb l'onatge, per la qual cosa al llarg de la història ha anat retrocedint, deixant al fons del mar una successió de rocams sobre substrat arenós. Aquest fons marí propicia un ric hàbitat d'espècies, amb profusió d'algues, mol·luscs i tot tipus de peixos, cosa que justifica la protecció dins del parc d'una milla nàutica al llarg de tot el penya-segat.

## Formacions vegetals

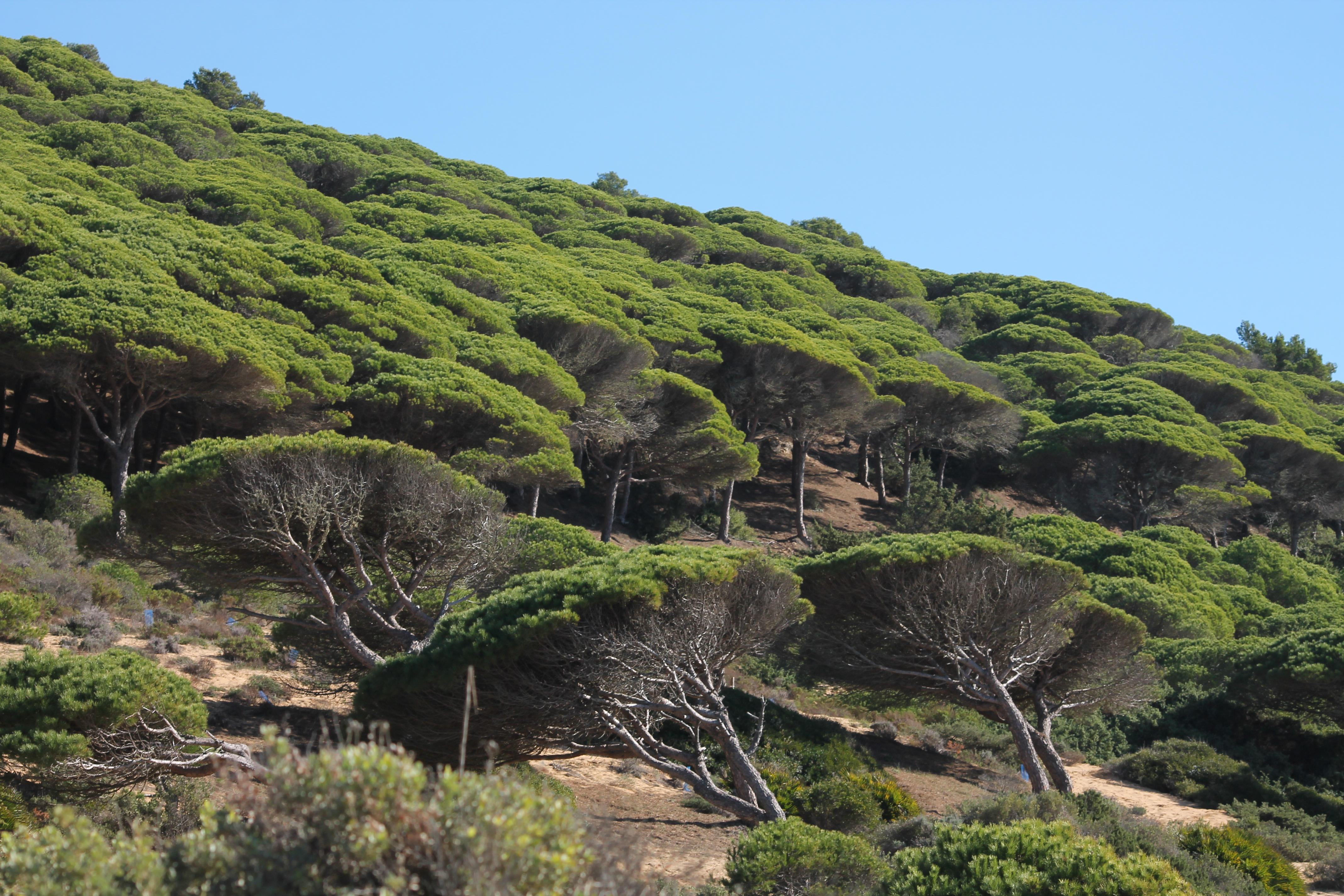
Pinar de la Breña.

La zona superior del penya-segat està ocupat per un extens bosc de pi pinyer, procedent de repoblació a finals del segle xix, mentre que a la vora s'observen espècies que suporten millor els forts vents, com pins blancs, i ginebres comuns. Aquesta zona de pins té habilitats alguns camins per a ús turístic, als que s'hi accedeix des de Los Caños de Meca, Barbate o des de la carretera que uneix ambdues poblacions.
Hi ha també comunitats de sorres litorals i de penya-segat, amb les espècies: Ginebre (Juniperus oxycedrus subsp. macrocarpa), savina (Juniperus phoenicea), gavó (Ononis natrix) i jaguarzo blanco (Halimium halimifolium).
En el matollar xeròfil hi proliferen espècies com el pi pinyer (Pinus pinea), l'estepa borrera (Cistus salviifolius), el llentiscle (Pistacia lentiscus), el romaní (Rosmarinus officinalis), la savina (Juniperus phoenicea), la ruda (Ruta montana), la «retama» (Osyris quadripartita), la bufalaga (Thymelaea hirsuta), i la ginesta (Spartium junceum).